# Like Dreamers Do
«Like Dreamers Do» (с англ. — «Как поступают мечтатели») — песня, написанная Полом Маккартни в 1957 году; одна из первых песен, авторство которой приписано Леннону и Маккартни. Песня находилась в репертуаре группы The Quarrymen и пользовалась популярностью у слушателей.
1 января 1962 года «Like Dreamers Do» стала одной из трёх оригинальных песен, исполнявшихся «Битлз» на прослушивании у лейбла Decca. В 1995 году данная запись была выпущена на альбоме Anthology 1. В записи участвовали Маккартни (вокал, бас-гитара), Леннон (ритм-гитара), Харрисон (соло-гитара) и Бест (ударные).
В 1964 году песня была записана группой The Applejacks для их дебютного сингла, который достиг 20 позиции в UK Singles Chart.
Нидерландский исполнитель Бас Мёйс записал кавер-версию песни для своего альбома Secret Songs: Lennon & McCartney (1989 год). Кавер-версия песни была записана также австралийской трибьют-группой The Beatnix для альбома It’s Four You (1998 год).